# ジョン・スクーラー

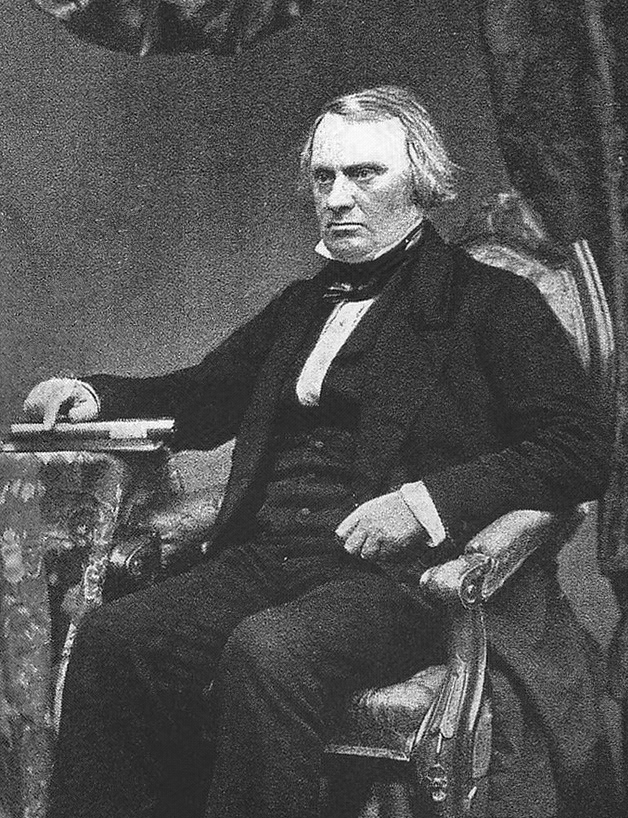
ジョン・スクーラー

ジョン・スクーラー（John Scouler、1804年12月31日 – 1871年11月13日）は、スコットランドの博物学者である。

## 略歴
グラスゴーの染色業者の息子に生まれた。キルバーチャンで医学の基礎を学んだ後、グラスゴー大学で医学を学び、その後パリ植物園で学んだ。
イギリスに戻った後、キューガーデンの園長、ウィリアム・ジャクソン・フッカーの世話で、ハドソン湾会社の船医、博物学者としてアメリカに渡る商船の航海に参加することになった。1824年に、ウィリアム・アンド・アン号はロンドンを出発しマデイラ、リオ・デ・ジャネイロとガラパゴスに寄港した。スカウラーは同じ船に乗船した、植物学者のデイビット・ダグラスとともに寄港した港で近くを探索した。スクーラーの航海記録にはディスカバリー号による世界一周航海に博物学者として参加したアーチボルド・メンジーズから、地域の植物についてや、標本の保存方法についての教えを受けたことが記されている。カナダ太平洋岸のコロンビア川近くで、1825年4月から9月まで滞在し、1826年初めに帰国した。帰国後まもなく、再び、別の商船の船医として、喜望峰、マドラスを経緯してコルカタを訪れた。
グラスゴーに戻り、医師を開業した後、1829年にアンダーソニアン大学の地質学、動物学、博物学、鉱物学の教授となった。1834年にグラスゴー大学の鉱物学の教授となり、その後、地質学、動物学、植物学も教えるようになり、1854年に引退した。
1854年に健康のためにポルトガルに旅し、その後オランダ、スカンジナビアも旅した。引退後も時折講義を行い、アンダーソニアン博物館の管理も行った。1829年からロンドン・リンネ協会のフェローに選ばれた。
1826年から1852年の間に自然科学や気象学の雑誌に20以上の論文を発表した。医学の同僚とGlasgow Medical Journalを創刊し、1831年には
学術誌、Edinburgh Journal of Natural and Geographical Scienceの編集も行った。
スクーラーの名前がつけられた事物には鉱物のScouleriteやギボウシゴケ科（Grimmiaceae）の属名Scouleriaやヒタキ科の鳥類の種、Enicurus scouleriなどがある。